# Paul Wipper

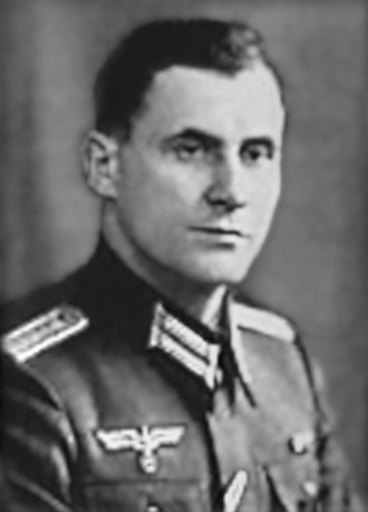
Paul Wipper (um 1940).

Paul Wipper (* 30. Oktober 1906 in Bochum; † 11. Januar 1992 in Trier) war ein deutscher Politiker (NSDAP).

## Leben und Wirken
Nach dem Besuch der Volksschule absolvierte Wipper eine dreijährige Lehre zum Zahntechniker. Anschließend ging er seinem Beruf bis 1930 nach. Eigenen Angaben zufolge wurde er dann aufgrund seiner politischen Betätigung in der NSDAP, der er seit 1928 angehörte (Mitgliedsnummer 93.499), entlassen. Der SS (SS-Nr. 13.433) trat Wipper im September 1931 bei, schied jedoch aus, da er sich nach dem vorübergehenden Verbot der SS im Frühjahr 1932 nicht wieder zum Dienst meldete.
Wipper eröffnete 1931 eine völkische „Großdeutsche Buchhandlung“ in Trier. Im Jahr zuvor hatte er bereits die Leitung der NSDAP-Ortsgruppe in Cochem und Aufgaben als Parteiredner übernommen. 1932 folgte die Ernennung zum Kreisleiter des Kreises Trier-Land-West. Die Hochzeit mit seiner Frau feierte er 1934 in der NS-Führerschule in Berlin. Im Herbst 1934 deckte er einen Betrug bei der NS-Volkswohlfahrt auf, den die Gauleitung und der Kreisleiter Trier-Stadt Albert Müller vertuschen wollten. Wipper wurde zunächst beurlaubt, nach Intervention von Rudolf Heß jedoch im September 1935 rehabilitiert und als Beauftragter der NSDAP nach Cochem versetzt, wo er von 1936 bis 1945 Kreisleiter war.
Vom 29. März 1936 bis zum Ende der NS-Herrschaft im Frühjahr 1945 gehörte Wipper als Abgeordneter dem nationalsozialistischen Reichstag an, in dem er den Wahlkreis 21 (Koblenz-Trier) vertrat. Im September 1939 trat er der SS unter seiner alten Mitgliedsnummer erneut bei. Zuletzt wurde er im Juli 1944 zum SS-Obersturmbannführer befördert.
Wipper meldete sich im Januar 1940 freiwillig zum Kriegsdienst, in dem er schwer verwundet wurde. Nach der Kapitulation der Wehrmacht geriet er zunächst in sowjetische Kriegsgefangenschaft, konnte fliehen und tauchte mehrere Jahre unter. Später wurde er von der britischen Militärregierung einige Monate in Esterwegen interniert. Dort sagte er sich von seinen bisherigen Überzeugungen los und schrieb 1948 in diesem Sinne: „Wir haben nicht nur Hitler auszuschwitzen, sondern den Geist der dem militärischen Wahn hörig ist […] Ich schäme mich der Verbrechen, die im Namen des deutschen Volkes begangen wurden.“ In der Entnazifizierung wurde Wipper im März 1950 als „Minderbelasteter“ eingestuft.
Nach seiner Freilassung ließ Wipper sich wieder in Trier nieder und arbeitete ab 1952 als Handelsvertreter. Politisch nun von antimilitaristischen Auffassungen durchdrungen, wandte er sich gegen die Wiederbewaffnung der 1950er Jahre und wurde Mitglied in der Internationale der Kriegsgegner. 1979 trat er in die neu gegründete Arbeitsgemeinschaft Frieden e.V. ein, mit der er sich gegen die Politik des atomaren Rüstungswettlaufs wandte. Anlässlich des vierzigsten Jahrestages des Kriegsendes, trat Wipper 1985 gemeinsam mit dem ehemaligen Kommunisten und KZ-Häftling Willi Torgau auf einer öffentlichen Versammlung auf dem Trierer Hauptmarkt auf, um vor den Gefahren von Krieg und Faschismus zu warnen.

## Schriften
- Mit Leib und Leben. Gedanken eines Frontsoldaten unserer Tage, 1943.